# Леснополянский сельский совет (Марковский район)
Леснополянский сельский совет (укр. Ліснополянська сільська рада) — входит в состав Марковского района Луганской области Украины.
Административный центр сельского совета находится в с. Лесная Поляна.

## Населённые пункты совета
- с. Крупчанское
- с. Лесная Поляна
- с. Марковское
- с. Скородная
- с. Тишковка
- с. Фартуковка

## Адрес сельсовета
92430, Луганська обл., Марківський р-н, с. Лісна Поляна, вул. Леніна, 13а  (укр.)